# Reinhard Voigt (musicien)
Pour les articles homonymes, voir Reinhard Voigt.
Reinhard Voigt est un producteur et disc jockey allemand de techno.

## Biographie
Avec son frère Wolfgang Voigt, Reinhard Voigt est considéré comme le cofondateur de la techno minimale en Allemagne et comme l'un des principaux représentants de la scène techno de Cologne,. Il est membre du label Kontakt depuis le début des années 1990. Voigt enregistre la majeure partie des morceaux de son alias Pentax pour le label Profan, où il sort deux CD — Das Album en 1997 et Konkret en 1999 — en plus de nombreux EP de 12 pouces.
Avec son frère Wolfgang ainsi que Jörg Burger et Jürgen Paape, Voigt fonde le 1er mars 1993 à Cologne le disquaire Delirium, qui est ensuite rebaptisé Kompakt et qui donne naissance au label Kompakt homonyme.
En 1994, il publie son premier EP M sur Profan sous le pseudonyme de Sweet Reinhard. Le premier de ses albums studio sort en 1997 sous le pseudonyme Pentax.  En 2015, il sort Time is Running avec Michael Mayer, suivi l'année suivante par Reisen und Speisen en 2016.

## Discographie partielle

### Albums studio
- 1997 : Pentax – Das Album (Profan)
- 1998 : Kron – Gold Und Liebe (Harvest)
- 1999 : Pentax – Konkret (Profan)
- 1999 : Kron – Silikron (Harvest)
- 1999 : Sturm – Sturmgesten (Mille Plateaux)
- 1999 : Sturm – Sturm (Mille Plateaux)
- 2000 : Reinhard Voigt – Premiere World (Profan)
- 2001 : Reinhard Voigt – Im Wandel der Zeit (Kompakt)
- 2020 : Reinhard Voigt – Sturm (Klar)

### Singles et EP
- 1994 : Sweet Reinhard – M (Profan)
- 1994 : Sweet Reinhard – Kultur EP (Profan)
- 1995 : Sweet Reinhard – Der Dritte Weg (Profan)
- 1995 : S.R.I. – Teufel Im Leib (New Transatlantic)
- 1996 : S.R.I. – Grand Slam (New Transatlantic)
- 1996 : S.R.I. – Krom (New Transatlantic)
- 1996 : Pentax – Pentax (Profan)
- 1996 : Sweet Reinhard – Believe (Profan)
- 1997 : Pentax – Das Album 12" (Profan)
- 1997 : Pentax – Pentax Klub (Profan)
- 1997 : Klar – Klar 1 (Klar)
- 1997 : Klar – Klar 2 (Klar)
- 1997 : Kron – Kron EP (Harvest)
- 1998 : S.R.I. – Black Out (Force Inc. Music Works)
- 1998 : S.R.I. – Songs to Remember (Auftrieb)
- 1998 : Kron – Die Remixe (Harvest)
- 1999 : S.R.I. – Knock Out (Force Inc. Music Works)
- 1999 : S.R.I. – Yellow Fever (Force Inc. Music Works)
- 1999 : Kron – Silikron Remix (Harvest)
- 1999 : Reinhard Voigt – Be Free With Your Love (Kreisel 99)
- 1999 : Sweet Reinhard – Kultur EP (Kreisel 99)
- 1999 : Reinhard Voigt – Robson Ponte (Kompakt)
- 1999 : Sturm – Die Glocken Von Sturm (Mille Plateaux)
- 2000 : Reinhard Voigt – Sex Mit M. Mayer (Kompakt)
- 2001 : Reinhard Voigt – A.S.P. (Kompakt)
- 2001 : Reinhard Voigt – Hier Und Jetzt (Kompakt)
- 2001 : S.R.I. – Trax Pt.1 (Force Inc. Music Works)
- 2001 : S.R.I. – Trax Pt.2 (Force Inc. Music Works)
- 2001 : S.R.I. – Energie (Force Inc. Music Works)
- 2002 : S.R.I. – Cars and Girls (Force Inc. Music Works)
- 2002 : M. Mayer / Reinhard Voigt – Speicher 2 (Kompakt Extra)
- 2002 : Reinhard Voigt – How We Rock (Kompakt)
- 2002 : Reinhard Voigt – Recht Erst Jetzt (Kompakt)
- 2002 : Reinhard Voigt – Jetzt Erst Recht (Kompakt)
- 2003 : S.R.I. – Songs to Remember (Remixe) (Auftrieb)
- 2003 : M. Mayer / Reinhard Voigt – Speicher 7 (Kompakt Extra)
- 2003 : Reinhard Voigt / Jake Fairley – Speicher 13 (Kompakt Extra)
- 2003 : Reinhard Voigt – Kontakt (Kompakt)
- 2004 : Reinhard Voigt / Heib – Speicher 18 (Kompakt Extra)
- 2005 : Michael Mayer / Reinhard Voigt / The Modernist – Speicher 28 (Kompakt Extra)
- 2005 : Reinhard Voigt – Speicher 29 (Kompakt Extra)
- 2006 : Michael Mayer & Reinhard Voigt / Davidovitch – Speicher 36 (Kompakt Extra)
- 2007 : Reinhard Voigt – All In (Kompakt)
- 2015 : Michael Mayer & Reinhard Voigt - Time is Running
- 2007 : Reinhard Voigt – Charge Your Dreams (Kompakt)
- 2017 : Reinhard Voigt – Apokalypse Mau (Kompakt)
- 2018 : Reinhard Voigt – RV 03 / RV 04 (KX)
- 2019 : Reinhard Voigt – Was Wir Spüren (Kompakt)
- 2020 : Reinhard Voigt – Kultur EP (Profan)
- 2021 : Reinhard Voigt – RV 05 / RV 06 (KX)
- 2022 : Reinhard Voigt – Cha Cha Club (Kompakt)